# Charles Logan
Charles Logan a 24 című televíziós sorozat szereplője, Gregory Itzin alakítja. Négy évadon keresztül szerepel, a 4–6. és a 8. évadban.

## Szereplései
|  | Alább a cselekmény részletei következnek! |

### A 4. évadban
Cahrles Logan az évad felénél jelenik meg. John Keelernek, am USA elnökének gépét lelövik, így Keeler munkaképtelenné válik. Az amerikai alkotmány 25. cikke értelmében Charles Logannak mint alelnöknek kell átvenni az elnöki pozíciót. Logant beiktatják. Első cselekedete, hogy letartóztatási parancsot ad ki Jack Bauer ellen, aki éppen Habib Marwan terrorista vezetőt figyeli. A kiküldött ügynököket észreveszik a terroristák, így Marwannak sikerül elmenekülnie. Logan megdöbben saját butaságától. Vezérkari főnöke, Mike Novick tanácsára behívatja David Palmer exelnököt, hogy segítsen neki megoldani az országos krízist. Logan gyakorlatilag átadja a karmesteri pálcát Davidnek. A vezetőség nehéz helyzetbe kerül, amikor David engedélyez egy támadást a kínai konzulátus ellen Lee Jong elfogásáért, aki minden bizonnyal együtt dolgozik a terroristákkal. A kínaiak felelősségre vonják a kormányt, és Jack Bauert követelik, aki az akciót vezette. Logan egyik tanácsadója, Walt Cummings utasítja egyik emberét, hogy ölje meg Jacket, mert ha Jacket átadják a kínaiaknak, azok veszélyes információk birtokába juthatnak. Logan megtudja ezt és mégsem tesz semmit, hogy megállítsa.
Jacknek végül sikerül elmenekülnie.

### Az 5. évadban
Logan továbbra is az USA elnöke. Az országot terroristák ideggázzal fenyegetik, David Palmert meggyilkolják. Logan felesége, Martha Logan elmeséli a férjének, hogy David felhívta őt előző este, és mondani akart neki valamit. Logan nem hisz idegbetegnek ismert feleségének, ezért összevesznek. Logan és az orosz elnök, Jurij Szuvarov között csúcstalálkozóra kerül sor. Logan vezérkari főnökéről, Walt Cummingsról kiderül, hogy terroristákkal szövetkezik, ám lebukása után minden bizonnyal öngyilkosságot követ el. Logan nehéz helyzetbe kerül, amikor Vladimir Bierko terrorista vezető fölhívja őt, hogy adja meg neki Szuvarov elnök útvonalát, mivel a terroristák meg akarják ölni az orosz elnököt. Logant megfenyegetik, ha nem árulja el az útvonalat, a terroristák ideggázt engednek ki Los Angelesben. Martha Logan beül Szuvarovék mellé a kocsiba azt remélve, hogy a férje így nem hagyja, hogy támadást intézzenek a konvoj ellen. Logan azonban nem tesz semmit, hogy megállítsa Bierkot, annak ellenére, hogy nagyon félti a feleségét. Szuvarovék és Martha élve megússza a támadást, mivel a CTU az utolsó pillanatban rájön, hogy támadás készül, így a titkosszolgálat emberei védekeztek. Bierko azonban azt hiszi, hogy Logan figyelmeztette a konvojt, és bosszúra készül. Loganról később kiderül, hogy ő is szövetkezett a terroristákkal. Az évad hátralévő részében Logan kétségbeesett taktikázása folyik a bűnrészesség eltussolásáért, de végül Jack leleplezi őt.

### A 6. évadban
Logan ebben az évadban mint „segítő szál” lép be. Két év alatt nagyon megváltozott, megtért, és jóvá akarja tenni hibáit. Jacknek próbál segíteni abban, hogy szóra bírják az orosz konzult, aki a terroristákkal szövetkezett. Nem sikerül, ezért a CTU elhatározza, hogy megtámadják a konzulátust. Logan most abban próbál segíteni, hogy ez az orosz elnök beleegyezésével történjék meg. Elmegy volt feleségéhez, Marthahoz, és őt próbálja megkérni, hogy beszéljen Suvarov elnök feleségével, mert Martha és Anya Suvarov barátnők. Martha Logan bedühödik Loganra, és vállon szúrja egy konyhakéssel. Logan a mentőautóban meghal, utolsó szava felesége neve...
Legalábbis így tudja a néző hiszen Logan később még visszatér

### A 8. évadban
Charles Logan körülbelül az évad felénél bukkan fel: önként ajánlja fel segítségét Taylor elnöknek a Kamisztáni Iszlám Köztársaság és az USA közt befuccsolni látszó béke megmentésére. Cserébe azt kéri Taylortól, hogy amikor a békenyilatkozatot aláírják, az ő nevét elsők között említsék meg, hogy az így szerzett népszerűséggel visszatérhessen a közéletbe. Persze ha Logan valamire azt mondja "egyszerű", az valójában zsarolást, gyilkosságok eltussolását, vagy épp újabb gyilkosságokat jelent. Logan munkához lát, megzsarolja az orosz külügyi biztost, Novakovichot, és mindent elkövet hogy Jack Bauer számára még nehezebbé tegye a napot – de Taylor elnöknek is nehéz órákat szerez, akinek lelkiismeretével nem fér össze Logan sötét ügyeinek eltussolása. Az évad végén, amikor Jack bizonyítékot szerez ellene, amellyel egy életre börtönbe kerülhetne, Logan az öngyilkosságba menekül.